# Pronto a correre Spain
Pronto a correre Spain è il quinto EP del cantante Marco Mengoni, pubblicato il 10 giugno 2014 dalla Sony Music.

## Descrizione
Anticipato dal singolo Incomparable, Pronto a correre Spain contiene tre versioni in lingua spagnola di altrettanti brani originariamente pubblicati nel secondo album in studio del cantante, Pronto a correre. Nell'EP è inoltre presente una versione acustica del brano Nunca se irá.

## Tracce
1. Incomparable – 3:35
2. Nunca se irá – 3:43
3. No me detendré – 3:48
4. Nunca se irá (Acoustic Version) – 4:37

## Classifiche
| Classifica (2014) | Posizione massima |
| ----------------- | ----------------- |
| Italia            | 18                |